# Horst Eckel
Horst Eckel (født 8. februar 1932 i Vogelsbach, Tyskland, død 3. december 2021) var en tysk fodboldspiller, der som midtbanespiller på det vesttyske landshold var med til at vinde guld ved VM i 1954 i Schweiz, efter den sensationelle 3-2 sejr i finalen over storfavoritterne fra Ungarn. Han spillede samtlige tyskernes seks kampe under turneringen. Han var også med i truppen til VM i 1958 i Sverige.
Eckel var på klubplan tilknyttet 1. FC Kaiserslautern, hvor han spillede elleve sæsoner.